# 373
Évszázadok: 3. század – 4. század – 5. század
Évtizedek: 320-as évek – 330-as évek – 340-es évek – 350-es évek – 360-as évek – 370-es évek – 380-as évek – 390-es évek – 400-as évek – 410-es évek – 420-as évek
Évek: 368 – 369 – 370 – 371 –  372 – 373 – 374 – 375 – 376 – 377 – 378

## Események

### Római Birodalom
- I. Valentinianus és Valens császárokat választják consulnak.
- A rómaiak Pannóniában erődítményt építenek a Duna túlsó (bal) partján, a kvádok területén. A kvádok tiltakozó követséget küldenek a császárhoz. Az egyik befolyásos udvaronc, Maximinus, saját fiát nevezteti ki az erődépítés vezetőjévé, aki tárgyalásra hívja a germánokat, majd egy ünnepségen meggyilkoltatja királyukat, Gabiniust. A bosszúszomjas kvádok szarmata szövetségeseikkel együtt betörnek Pannóniába.
- Flavius Theodosius partra száll Africában, hogy leverje a berber Firmus lázadását. Tehetetlensége miatt leváltja Romanus kormányzót. Firmus tárgyalásokat kezd és ideiglenes fegyverszünetet kötnek, de mikor kiderül hogy meg akarja gyilkoltatni Theodosiust, az ellenségeskedés kiújul.
- Az ariánus Papasz örmény király hatalma megszilárdítása érdekében elkobozza az egyházi birtokokat és megmérgezteti Nerszész pátriárkát. Az utódlásról nem tud megegyezni a rómaiakkal és mivel amúgy is megbízhatatlannak vélik a perzsákkal fenntartott kapcsolatai miatt és mert római fennhatóság alatt lévő területeket követel, Valens császár elhatározza az eltávolítását.
- Konstantinápolyban elkészül Valens vízvezetéke.

### Kína
- Meghal Huan Ven hadvezér, aki korábban megbuktatta Fej császárt és általános vélekedés szerint magának akarta megszerezni a trónt. A Csin-dinasztia és a 11 éves Hsziao-vu császár uralmát fenyegető veszély elenyészik.
- Fu Csien, a Korai Csin állam császára hadjáratot indít a Csin-dinasztia ellen és meghódítja annak nyugati területeit (a mai Szecsuán és Csungking tartományokat, valamint Senhszi déli részét).

## Születések
- Synesius, püspök, filozófus

## Halálozások
- Alexandriai Athanasziosz, alexandriai pátriárka
- Szír Ephraim, teológus

## Fordítás
- Ez a szócikk részben vagy egészben  a(z)   373 című angol Wikipédia-szócikk ezen változatának fordításán alapul.  Az eredeti cikk szerkesztőit annak laptörténete sorolja fel. Ez a jelzés csupán a megfogalmazás eredetét és a szerzői jogokat jelzi, nem szolgál a cikkben szereplő információk forrásmegjelöléseként.